# Pelastoneurus hamatus
Pelastoneurus hamatus är en tvåvingeart som beskrevs av Aldrich 1901. Pelastoneurus hamatus ingår i släktet Pelastoneurus och familjen styltflugor. Inga underarter finns listade i Catalogue of Life.